# Lepergod
Lepergod es una banda argentina de Blackened Death Metal formada en 2013 por Thav, Zygth, Mariano Miranda y Diego Conte, todos artistas que antes habían participado en diversas bandas. Han participado en el Wacken Open Air en 2016 tras haber ganado el Metal Battle de Argentina.
Entre las influencias líricas de la banda se encuentra el folclore argentino de Santiago del Estero, de donde es oriundo Thav, el principal autor.

## Historia
La banda surge en 2013 cuando Rodrigo Sánchez, con el nombre artístico de Thav, y Sergio (Zyght) que habían participado ambos en Inferi y Thav en Bloodparade, se juntan con Mariano Miranda que había tocado en Deimos, Avernal, Bloodparade, Vector y Canhalet y con Diego Conte de Mastifal y Warbreed.
Tras ensayar, en 2015 lanzan su primera maqueta titulada Azufre y comienzan a realizar eventos en vivo.
En ese mismo año ganan el Wacken Metal Battle y obtienen la invitación al festival musical a realizarse ese mismo año en Alemania. En la final derrotaron a Osario, Psycho Side y Cynara. Tras esta participación se convirtieron en la segunda banda de Argentina en presentarse allí tras Skiltron. Además actuaron como bandas soporte de Arcturus y Destroyer 666 cuando estas se presentaron en el país.

## Miembros
- Thav, guitarra y voz.
- Zygth, bajo.
- Mariano Miranda, batería y percusión.
- Diego Conte, guitarra.

## Discografía

### Maquetas
- 2015: Azufre (Demo)
- 2017: Siniestro Éxtasis
- 2019: Impvro